# Fortlax Datacenter

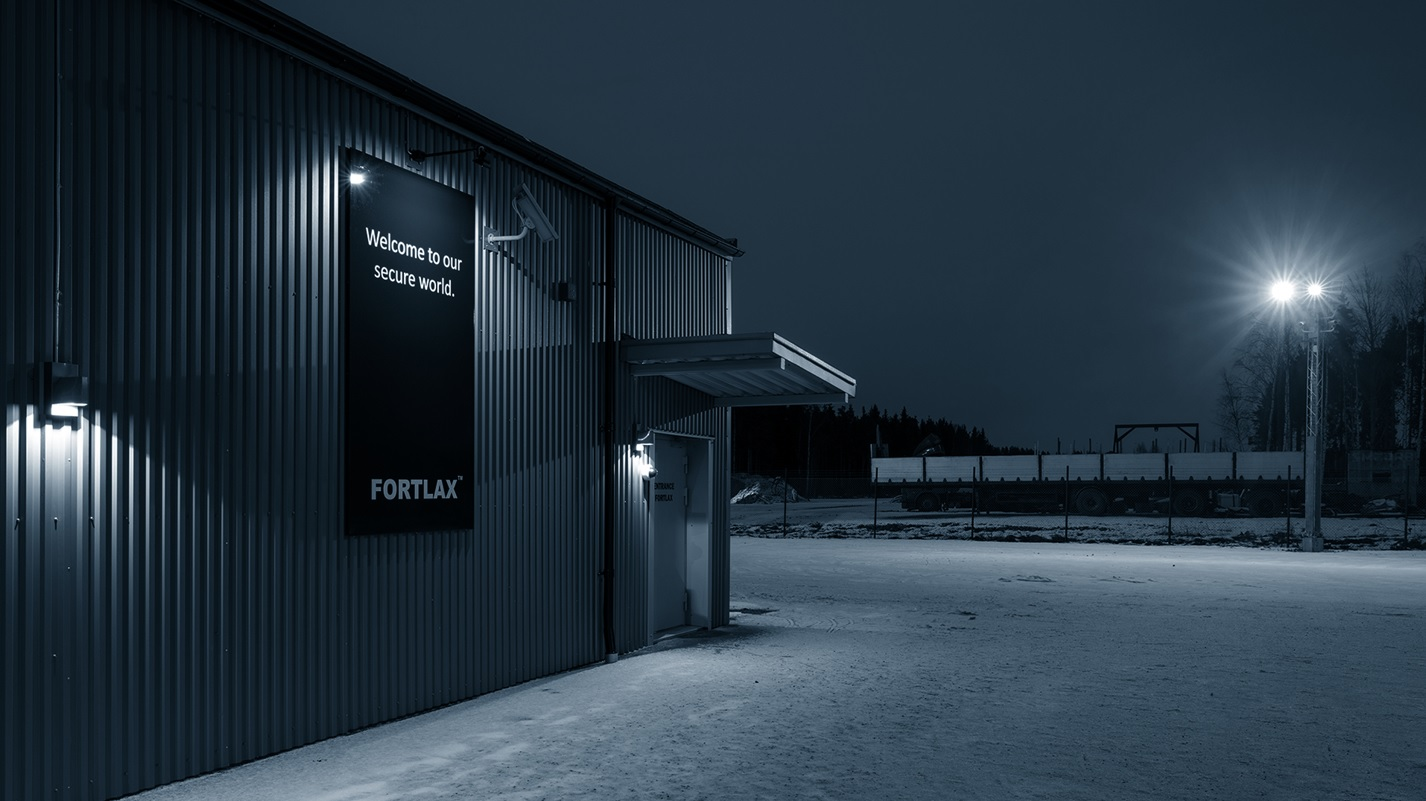
Ett av Fortlax två datacenter

Fortlax Datacenter är ett datacenter i Piteå kommun. 
Företaget har tre datacenter i drift, F1, F2 och F3. F1 byggdes 1991 av Försvarets radioanstalt (FRA) som hade verksamhet på plats till 2001. Sommaren 2004 startades Fortlax AB vars namn kommer av att anläggningen ligger i Hortlax. F2 är byggd i en fastighet som tidigare använts för kontanthantering, och erbjuder skalbart serverutrymme på upp till 10 000 m². Centret drivs av hundraprocentigt förnybar vattenkraft från Lule älv – F2 har dessutom den högsta säkerhetsklass en civil byggnad kan ha i Sverige. F3 byggdes och sattes i bruk under sista kvartalet 2018. 